# Distrito de Pontivy
El distrito de Pontivy es un distrito (en francés arrondissement) de Francia, que se localiza en el departamento de Morbihan, de la región de Bretaña (en francés Bretagne). Cuenta con 10 cantones y 78 comunas. 

## División territorial

### Cantones
Los cantones del distrito de Pontivy son:
1. Cantón de Baud
2. Cantón de Cléguérec
3. Cantón de Le Faouët
4. Cantón de GourinGourin
5. Cantón de Guémené-sur-Scorff
6. Cantón de Josselin
7. Cantón de Locminé
8. Cantón de Pontivy
9. Cantón de Rohan
10. Cantón de Saint-Jean-Brévelay

### Comunas
| 1. Baud (56010)                | 2. Berné (56014)                  | 3. Bieuzy (56016)               | 4. Bignan (56017)                  |
| 5. Billio (56019)              | 6. Bréhan (56024)                 | 7. Buléon (56027)               | 8. La Chapelle-Neuve (56039)       |
| 9. Cléguérec (56041)           | 10. Le Croisty (56048)            | 11. La Croix-Helléan (56050)    | 12. Croixanvec (56049)             |
| 13. Cruguel (56051)            | 14. Crédin (56047)                | 15. Le Faouët (56057)           | 16. Les Forges (56059)             |
| 17. Gourin (56066)             | 18. La Grée-Saint-Laurent (56068) | 19. Gueltas (56072)             | 20. Guern (56076)                  |
| 21. Guillac (56079)            | 22. Guiscriff (56081)             | 23. Guégon (56070)              | 24. Guéhenno (56071)               |
| 25. Guémené-sur-Scorff (56073) | 26. Guénin (56074)                | 27. Helléan (56082)             | 28. Josselin (56091)               |
| 29. Kerfourn (56092)           | 30. Kergrist (56093)              | 31. Kernascléden (56264)        | 32. Langonnet (56100)              |
| 33. Langoëlan (56099)          | 34. Lanouée (56102)               | 35. Lantillac (56103)           | 36. Lanvénégen (56105)             |
| 37. Lignol (56110)             | 38. Locmalo (56113)               | 39. Locminé (56117)             | 40. Malguénac (56125)              |
| 41. Melrand (56128)            | 42. Meslan (56131)                | 43. Moréac (56140)              | 44. Moustoir-Ac (56141)            |
| 45. Moustoir-Remungol (56142)  | 46. Naizin (56144)                | 47. Neulliac (56146)            | 48. Noyal-Pontivy (56151)          |
| 49. Persquen (56156)           | 50. Pleugriffet (56160)           | 51. Plouray (56170)             | 52. Ploërdut (56163)               |
| 53. Plumelec (56172)           | 54. Plumelin (56174)              | 55. Pluméliau (56173)           | 56. Pontivy (56178)                |
| 57. Priziac (56182)            | 58. Quily (56187)                 | 59. Radenac (56189)             | 60. Remungol (56192)               |
| 61. Rohan (56198)              | 62. Roudouallec (56199)           | 63. Réguiny (56190)             | 64. Le Saint (56201)               |
| 65. Saint-Aignan (56203)       | 66. Saint-Allouestre (56204)      | 67. Saint-Barthélemy (56207)    | 68. Saint-Caradec-Trégomel (56210) |
| 69. Saint-Gonnery (56215)      | 70. Saint-Gérand (56213)          | 71. Saint-Jean-Brévelay (56222) | 72. Saint-Servant (56236)          |
| 73. Saint-Thuriau (56237)      | 74. Saint-Tugdual (56238)         | 75. Sainte-Brigitte (56209)     | 76. Silfiac (56245)                |
| 77. Le Sourn (56246)           | 78. Séglien (56242)               |                                 |                                    |